# Świętobor (książę pomorski)
Świętobor (łac. Suatobor) (ur. ?, zm. 1107) – książę pomorski z przełomu XI i XII wieku.

## Życiorys
Gall Anonim podaje, że został on uwięziony na Pomorzu i pozbawiony swego państwa. Wtedy z pomocą ruszył jego krewniak Bolesław Krzywousty. Zanim jednak doszło do walki, Pomorzanie uwolnili Świętobora, a polska wyprawa zawróciła. Miało to miejsce w 1105 lub 1106 roku. Nigdy więcej źródła nie wspominają Świętobora.
Najprawdopodobniej jego dzielnica leżała na Pomorzu Zachodnim (okolice Kołobrzegu lub dalej na zachód), bo tylko do tej części Pomorza Krzywousty miał dostęp z ziemi lubuskiej (do 1107 roku Wielkopolską i Mazowszem władał Zbigniew). Panował w niej prawdopodobnie od ok. 1060 roku.
Świętobor najprawdopodobniej był potomkiem księcia całego Pomorza Siemomysła (źródła z 1046). Według części historyków Świętobor był przodkiem zachodniopomorskiego rodu Świętoborzyców, którzy z kolei byli krewnymi po mieczu książąt zachodniopomorskich. Z tego wynika, że pierwsi książęta Pomorza Zachodniego – Warcisław I i Racibor byli bliskimi krewnymi Świętobora, podobnie jak Świętopełk nakielski, który według Galla był „rodem bliski” Krzywoustemu. Nie wiadomo, na czym opierało się pokrewieństwo Świętobora (i Świętopełka) z Krzywoustym. Do niedawna największą popularnością cieszyła się hipoteza, że jego przodkiem był książę gdański wymieniony w legendzie o św. Wojciechu. Książę ów miał poślubić Piastównę. Źródło to jest jednak późne i sprzeczne z najstarszymi żywotami św. Wojciecha, więc obecnie przekaz ten jest odrzucany. Mediewista Gerard Labuda zdecydowanie odrzucił ostatnią filiację ze Świętoborem.
W najnowszej historiografii dominuje pogląd, że Siemomysł, Świętobor i Świętopełk byli potomkami jednego z młodszych braci przyrodnich Bolesława Chrobrego (Świętopełka – według E. Rymara lub Mieszka bądź Lamberta – według B. Śliwińskiego i J. Dobosza).
Według historiografii do XIX wieku – Świętobor był prawdopodobnie ojcem: Warcisława I, Świętopełka nakielskiego, Racibora I, bliżej nieokreślonego Bogusława i Sławiny. Genealog Edward Rymar w Rodowodzie książąt pomorskich odrzucił tę hipotezę, choć podtrzymał bliższe pokrewieństwo z pierwszymi trzema filiacjami. Żona księcia jest nieznana. Zmarł w 1107 roku.

## Genealogia
|  |  | Siemomysł ur. 1000/1020 zm. po 29 VI 1046 lub Świętoborzyc ur. ?, zm. ? | Siemomysł ur. 1000/1020 zm. po 29 VI 1046 lub Świętoborzyc ur. ?, zm. ? |  |  |  |  |  |  | NN ur. ? zm. ? | NN ur. ? zm. ? |  |  |
|  |  |                                                                         |                                                                         |  |  |  |  |  |  |                |                |  |  |
|  |  |                                                                         |                                                                         |  |  |  |  |  |  |                |                |  |  |
|  |  |                                                                         |                                                                         |  |  |  |  |  |  |                |                |  |  |

|                                                 |                                                 | NN ur. ? zm. ? OO ?                 | NN ur. ? zm. ? OO ?                 | Świętobor (ur. ?, zm. 1107)                   | Świętobor (ur. ?, zm. 1107)                   |  |  |  |  |
|                                                 |                                                 |                                     |                                     |                                               |                                               |  |  |  |  |
|                                                 |                                                 |                                     |                                     |                                               |                                               |  |  |  |  |
|                                                 |                                                 |                                     |                                     |                                               |                                               |  |  |  |  |
| Warcisław I? ur. ok. 1091 zm. najp. 9 VIII 1135 | Warcisław I? ur. ok. 1091 zm. najp. 9 VIII 1135 | Świętopełk „nakielski”? ur. ? zm. ? | Świętopełk „nakielski”? ur. ? zm. ? | Racibor I? ur. ok. 1110 zm. 7 V 1155 lub 1156 | Racibor I? ur. ok. 1110 zm. 7 V 1155 lub 1156 |  |  |  |  |

### Źródła
- Gall Anonim, Kronika polska, II 29, Wrocław 2003, ISBN 83-04-04610-5.

### Opracowania
- Labuda, G., Świętobór, ks. pomorski, Słownik starożytności słowiańskich, T. 5, 1975, s. 583.
- Rymar E., Rodowód książąt pomorskich, T. 1, Szczecin 1995; Suplement, Gdańsk 2003.
- Edward Rymar, Rodowód książąt pomorskich, Szczecin: Książnica Pomorska im. Stanisława Staszica, 2005, ISBN 83-87879-50-9, OCLC 69296056. Brak numerów stron w książce
- Śliwiński, B., Pomorze w polityce i strukturze państwa wczesnopiastowskiego (X-XII w.), w: „Kwartalnik Historyczny”, nr 107/2, 2000.